# Греченко Володимир Анатолійович
Греченко Володимир Анатолійович (18 вересня 1953, Амвросіївка Донецької обл.) — український історик, доктор історичних наук (з 1992 р.), професор (з 1992 р.), завідувач кафедри  гуманітарних дисциплін та українознавства Харківського національного університету внутрішніх справ, заслужений працівник освіти України, дослідник політичної історії України XX століття, історії поліції та міліції, історії права ХІХ ст.,юридичної біографістики, історичної психології, автор численних монографій, підручників, навчальних посібників та статей (більше 610 публікацій.

## Біографія
Народився в сім'ї педагогів. Батько — Греченко Анатолій Трохимович (1922—1984), учасник оборони Севастополя, про нього написано у книзі «Витязі Севастополя».
Працював викладачем, заступником директора, директором сільськогосподарських технікумів у Запорізькій, Вінницькій та Миколаївській областях. Мама — Греченко Любов Павлівна (1926—2010), працювала викладачем технікумів.
У 1970 р. закінчив Мигіївську середню школу Первомайського району Миколаївської області з медаллю.
У 1970—1975 навчався на історичному факультеті Київського державного університету ім. Т. Г. Шевченка, який закінчив з відзнакою. У ці роки на факультеті вчилися такі відомі нині історики, як Ю. І. Шаповал, В. Ф. Верстюк, В. М. Мордвинцев, М. О. Чмихов, В. А. Головенько, В. Ф. Колесник, а також політичні діячі В. М. Литвин, В. Д. Бондаренко.
1975—1987 рр. — асистент, старший викладач, доцент кафедри історії Комунарського гірничо-металургійного інституту. У 1978–1981 рр. навчався в аспірантурі історичного факультету Київського державного університету, де його колегами були П. С. Пацурківський та Л. М. Новохатько. У 1981 р. захистив кандидатську дисертацію з історії, доцент з 1985 р. З 1987 — зав. кафедри історичних та соціально-політичних дисциплін Харківського національного аграрного університету ім. В. В. Докучаєва; з 1994 р. — начальник (завідувач) кафедри історії державності України Харківського національного університету внутрішніх справ.
З 2013 р. — завідувач кафедри соціально-гуманітарних дисциплін того ж університету. З 2024 р. - завідувач кафедри гуманітарних дисциплін та українознавства  того ж ЗВО.Є членом ради наукового центру Української державності імені професора Володимира Кульчицького Національної академії правових наук України, керівником Східного регіонального відділення цього Центру  (з лютого 2025 р).
Докторську дисертацію «Ідейно-політична боротьба в періодичній пресі 20-х років» захистив у 1992 р. в КДУ ім. Т. Шевченка (Науковий консультант д.і.н., проф. В. П. Горшков). Внесок в науку полягає в тому, що В. А. Греченко по-новому розглянув значення терміну «державність», визначивши його як несталий стан територіально-політичної організації суспільства, що володіє обмеженою публічною владою, здійснюваною державним апаратом.
Увів  у науковий обіг також поняття та розкрив значення Дерптської школи істориків права, яка стала основоположною  у розвитку цієї науки в першій половині ХІХ ст. в Російській імперії. Показав роль та значення преси в ідейно-політичній боротьбі в СРСР в 1920-х рр.. яка змінювалася з її перебігом- від засобу дискусії та інформації про середпартійні конфлікти до знаряддя придушення інакомислення в державі, елементу тоталітарного режиму. Дослідив становлення та розвиток поліції на українських землях в кінці XVIII — початку ХХ ст.
Проаналізував основні тенденції в розвитку влади в Україні на зламі другого та третього тисячоліть, окресливши  сутність основних конфліктів усередині владних структур та   вказавши на можливі шляхи вдосконалення діяльності основних гілок влади. Вивчив та показав внесок в розробку проблем історії права багатьох вчених, які жили і працювали у ХІХ ст. (М. І. Ланге, С. В. Пахман, О. Рейц, М. Л. Дювернуа, І. Є. Енгельман, В. В. Сокольський, О. М. Богдановський, Г. П. Успенський та ін.). Дослідив процес підготовки охоронців правопорядку в Харкові протягом 100 років (1917—2017 рр.), встановивши, що процес підготовки саме національних кадрів для нової української влади  у Харкові почався у кінці 1917 р.
Друкувався в близько 50 збірниках наукових праць та журналах (не рахуючи збірники матеріалів наукових конференцій), в тому числі в таких, як «Recht der Osteuropäischen Staaten», «Visegrad journal on human rights», "Право України", "Вісник Національної академії правових наук України",«Верховенство права», «Право.UA.», «Європейські перспективи», «Вісник Харківського національного університету  імені В. Н. Каразіна», «Вісник Харківського національного університету внутрішніх справ», «Науковий вісник Дніпропетровського державного університету внутрішніх справ», «Науковий вісник Ужгородського національного університету», «Правові горизонти», «Правові новели», «Вісник пенітенціарної асоціації України», «Юридичний науковий електронний журнал», «Соціально-правові студії», «Фінансово-кредитна діяльність: проблеми теорії та практики», «Zaporizhzhia Historical Review», «Наука і правоохорона», «Право і Безпека», «Юридичний бюлетень», «Науковий вісник Львівського державного університету  внутрішніх справ», «Форум Права», «Український історичний журнал» та ін.
Мав спеціальне звання — полковник міліції. Член Національної спілки журналістів України (2012 р.).

## Нагороди
- «За відзнаку в службі» І та ІІ ступеня;
- «За розвиток науки, техніки та освіти» І та ІІ ступеня;
- «За сумлінну службу» ІІІ ступеня;
- «За сприяння органам внутрішніх справ»;
- «15 років міліції України»;
- «20 років міліції України».
- За безпеку народу" (2023)
- Лауреат премії ім. В. Н. Каразіна (2013 р.)
- заслужений працівник освіти України (2017 р.)

## Науковий доробок
- Внутрипартийная борьба: сквозь призму печати 20-х годов): [монографія].  Х.:ХГАУ, 1991.  293 с.
- Влада в Україні на зламі другого і третього тисячоліть: [монографія].  Х.:УВС, 2000.  304 с.(у співавтор.).
- Основи політології.  Х.: ХДАУ, 2000.  136 с. (у співавтор.).
- Україна в добу «раннього» тоталітаризму (20-ті рр. XX ст.): [монографія]  Х: УВС, 2001.  276 с.(у співавтор з О. Н. Ярмишем.).
- Державні, політичні та громадські діячі України: політичні портрети.  К.: Видав. Дім «Ін Юре», 2002.  476 с. (у співавтор.)
- Політична історія України XX ст.: У 6 Т. Т.3.  К.: Генеза, 2003.  С. 83-144. (у співавт. з Ю. І. Шаповалом).
- Історія державності України.  Х.: Одісей, 2004. — 608 с. (керівник авторського колективу).
- Історія сучасного світу. Х.: ХНУВС, 2006.  256 с.
- Апогей сталінського тоталітаризму в Україні (30-ті роки XX ст.): [ монографія]  Х.: Торсінг Плюс, 2007.  352 с.
- Україна: політична історія ХХ — поч. XXI ст.  К.: Парламентське видавництво, 2007.  С. 481—521. (у співав. з Ю. Шаповалом).
- Історія України. Всесвітня історія XX ст. : Довідник..Х: Торсінг Плюс, 2008. − 640 с.
- Історія України. Модульний курс.  Х.: Торсінг плюс, 2009. 384 с.
- Історія світової та української культури: підручник для вищих закладів освіти.  К.:Літера ЛТД, 2010.  480 с.(у співавтор.).
- Поліція в Україні: історико-правове дослідження (початок XVIII ст. — 1917 р): [монографія]  Х.: Золота миля, 2012.  616 с. (у співавтор.).
- Становлення та утвердження тоталітарної партії в Україні (1918—1941 рр.): [монографія]  Х.: НікаНова, 2012.  402 с.(у співавтор.).
- Харківщина: енциклопед. словник. — Харків: Золоті сторінки, 2014. (колектив авторів).
- Становлення та розвиток міліції України (1921—1930 роки): історико-правове дослідження: [монографія] Х.: Золота миля, 2015.  498 с.(у співавтор.).
- Підготовка охоронців правопорядку в Харкові: 100 років історії (1917—2017 рр.): До 100-річчя подій Української революції [монографія].Х.: Золота миля, 2017.  496 с.(у співавтор.).
- Історія держави та права України: підручник. Харків: Майдан, 2018. 640 с.(у співавтор.).
- Право Київської Русі в дослідженнях вчених університетів на теренах України у ХІХ -на початку ХХ ст. Х.: Константа, 2018.472 с.(у співавтор. з О. М. Головком).
- Харківський національний університет внутрішніх справ: витоки, становлення, розвиток. Харків, Майдан, 2019.428 с.(у співавтор.).
- Міліція в Україні в період посилення тоталітарного режиму (1931—1941 рр.): історико-правове дослідження.[монографія] Х.: Золота миля, 2020.  444 с.(у співавтор.).
- Органи охорони правопорядку та суду на теренах України: від Київської Русі до Української революції 1917 р. (історико-правове дослідження): [монографія]Харків: Майдан,2021.502 с.(у співавтор.).
- Міліція в Україні  в роки німецько-радянської війни  та повоєнний період ( червень 1941- березень 1953 рр.)(історико-правове дослідження): [монографія].Харків: Майдан,2023.504 с.(у співавтор.).
- Міліція в Україні в період часткової лібералізації політичного режиму (березень 1953 - серпень 1962 рр.(історико-правове дослідження): [монографія].Харків: Промарт,2024.452 с.(у співавтор.).
- Психологічні наслідки війни: міждисциплінарний нарис про Харківщину та її мешканців: [монографія].Харків: Право,2024.412 с.(у співавтор.).

Основні статті:
- І. К. Дашковський: нарис політичної діяльності //Український історичний журнал.  1991.  № 10.  С. 87-94.
- До історії внутріпартійної боротьби в Україні у 20-ті роки // Український історичний журнал.  1993. № 9.  С. 114—121.
- Про періодизацію та датування Визвольної війни українського народу // Вісник університету внутрішніх справ.  1996.  Вип. 1.  С. 89-95.
- Центральна Рада та проблеми українізації // Вісник університету внутрішніх справ.  1997.  Вип. 2.  С. 116—123.
- До питання про сутність поняття «державність»// Вісник Національного університету внутрішніх справ. Вип. 20.  Харків: НУВС, 2002.  С.244-249.
- Друга криза непу (1925 р.) та ідейно-політична боротьба навколо перспектив його розвитку // Вісник Харківського національного університету ім. В. Н. Каразіна.  № 603.Історія України.  Вип. 6. С. 123—136.
- Історичні дисципліни у вищій школі // Урядовий кур'єр.  2008.  21 червня.
- Олександр Рейц як історик держави та права  Київської Русі // Право і Безпека. 2013.  № 2 (49).  С. 29—33.
- Історико — правові погляди М. І. Ланге // Право і Безпека.  2013.  № 3 (50).  С. 11—16.
- М. Л. Дювернуа як історик права Київської Русі //Вісник Харківського національного університету внутрішніх справ. 2013.  № 4 (63).  С. 6-13.
- Історико-правові погляди І. Є. Енгельмана // Право і Безпека.  2014.  № 1 (52).  С. 10—16.
- Професор С. В. Пахман: життя в науці та наука в житті // Харківський історіографічний збірник.  Х. : ХНУ імені В. Н. Каразіна, 2014.  Вип. 13.  С.145-155.
- Die Rolle deutscher Wissenschaftler bei der Einführung der rechtsgeschichtlichen Schule von Derpt in Russland (erstes Drittel des XLX Jhds.) //Recht der Osteuropäischen Staaten (ReOS) (Право країн Східної Європи),2016.№ 4.S.175-191.
- Аскольд (р. н. невідомий — 882) // Велика українська юридична енциклопедія. Харків: Право, 2016. т. Т. 1: Історія держави і права України. С.57-58
- Початки досліджень історії права Київської Русі на українських землях у 1810-х рр.// Історико-правовий часопис.2017. № 1. С.16-21.
- Підготовка охоронців правопорядку в Харкові на початку 1920-х років // Європейські перспективи. 2017.№ 3.С.12-18
- Дослідження В. В. Сокольським міжнародних договорів Київської Русі Х ст.// Верховенство права.2017.№ 4. С.5-12.
- The fundamental directions of the development of civil procedural law in the Ukrainian lands of the Russian Empire at the end of XVIII- to the first half of the XIX centure (before reform of 1864//Visegrad journal on human rights.2018.№ 4.(volume 1).Р.43-46.
- The contribution of Kharkiv University scientists to the development of historical and legal science (first half of the XIX century)//History of science and technology. 2020.Volum 10. Issue.P.293-303.
- Щербицький в інтер’єрі епохи. Історична правда.2021.9 грудня.
- Правова думка  кінця ХІХ –початку ХХ століть про фактори злочинності. ВІсник пенітенціарної асоціації. 2022.№1(18).С.5-13.( у співавторстві з О.Н.Ярмишем).
- Протидія злочинності  в Україні у середині  1960-х років: досвід, уроки.Вісник Національної академії правових наук України.2024.Т.31.№4. С.86-100. ( у співавторстві)
- Роль органів прокуратури  Української РСР у протидії економічній злочмнності в республіці на початку 1950-х рр. Наше право.2025.№1. С.32-41.

1. ↑  Указ Президента України Петра Порошенка № 398/2017 від 1 грудня 2017 р.
2. ↑  Греченко Володимир Анатолійович / ХНУВС. Науковці та їх роботи. Архів оригіналу за 8 липня 2020. Процитовано 08.07.2021.
3. ↑  Дмитришин І. П. Витязі Севастополя. — К.: «Молодь», 1978. — С.54, 58, 167.
4. ↑  Склад Ради Наукового центру.
5. ↑  Редакційна колегія: В.В. Сокуренко (голова), О.М. Бандурка, С.М. Гусаров, Д.В. Швець, М.Ю. Бурдін, (2017). Професори та доктори наук Харківського національного університету внутрішніх справ: біогр. довідник (до 100 –річчя початку підготовки охоронців правопорядку в Харкові) (українською) . Харків: ХНУВС. с. 62—63. ISBN 978-966-610-229-7.{{cite book}}:  Обслуговування CS1: Сторінки з посиланнями на джерела із зайвою пунктуацією (посилання)
6. ↑  Харківська обласна організація НСЖУ: довідник для членів НСЖУ. — Харків: ТОВ «Друкарня Мадрид», 2012. — С.43.